# Jiang Zhihang
Jiang Zhihang (1986) es un deportista chino que compitió en triatlón. Ganó tres medallas en el Campeonato Asiático de Triatlón entre los años 2009 y 2016.

## Palmarés internacional
| Campeonato Asiático | Campeonato Asiático        | Campeonato Asiático | Campeonato Asiático |
| Año                 | Lugar                      | Medalla             | Prueba              |
| ------------------- | -------------------------- | ------------------- | ------------------- |
| 2009                | Incheon (Corea del Sur)    | Medalla de bronce   | Individual          |
| 2013                | Bahía de Súbic (Filipinas) | Medalla de plata    | Individual          |
| 2016                | Hatsukaichi (Japón)        | Medalla de bronce   | Relevo mixto        |